# Alotau
Alotau es la capital de la provincia de Bahía Milne, en Papúa Nueva Guinea. Cuenta con alrededor de 10 000 habitantes. Está localizado en la costa norte de la bahía Milne.
El pueblo se encuentra en el área donde la fuerza invasora de la Armada Imperial Japonesa sufrió su primera derrota en la Guerra del Pacífico en 1942, antes de la batalla de Kokoda Track. Un parque en el lugar de la batalla conmemora el evento.
No existen caminos de entrada o salida a Alotau, por lo que la única vía de acceso es por aire. El aeropuerto de Alotau fue llamado aeropuerto de Gurney después de que el líder de escuadrón de la Real Fuerza Aérea Australiana, Charles Raymond Gurney, fuera asesinado en el área en 1942. El aeropuerto se encuentra a 12 kilómetros de la ciudad.